# Ruan Pienaar
Ruan Pienaar (Bloemfontein, 10 marzo 1984) è un rugbista a 15 sudafricano, che può giocare come mediano di mischia o d'apertura; milita dal 2019 nella franchigia sudafricana di Pro14 dei Cheetahs ed è campione del mondo 2007 con gli Springboks.

## Biografia
Figlio dell'ex Springbok Gysie, Ruan Pienaar è giudicato giocatore polivalente sulla mediana, abile a ricoprire entrambi i ruoli di cerniera; l'ex C.T. della Nazionale Jake White lo definì nel 2007 «il nostro Larkham», in riferimento all'analogo di ruolo australiano.
Professionista dal 2006 nelle file degli Sharks, in tale anno esordì anche a livello internazionale, nel corso del Tri Nations contro la Nuova Zelanda.
L'anno successivo fu inserito nella rosa che prese parte alla Coppa del Mondo di rugby 2007 e che si aggiudicò il trofeo: in tale edizione del torneo Pienaar scese in campo in quattro incontri.
Del maggio 2010 fu altresì la firma di un contratto biennale con il club di Pro12 dell'Ulster.
Il primo incontro di Pienaar con il suo nuovo club vide la vittoria sul Glasgow Warriors per 19 a 17, con Pienaar autore dell'intero score (una meta, una trasformazione e quattro calci piazzati).
Nel 2011 prese parte alla Coppa del Mondo in Nuova Zelanda e nel 2013 rinnovò il suo impegno con Ulster fino a tutto il 2015-16; fu, ancora, parte della selezione sudafricana alla Coppa del Mondo di rugby 2015 in Inghilterra, in cui gli Springbok giunsero fino al terzo posto finale.
Vanta anche diversi inviti nei Barbarians tra il 2011 e il 2015.

## Palmarès
- Coppe del mondo: 1
Sudafrica: 2007
- Currie Cup: 2
Natal Sharks: 2008
Free State Cheetahs: 2019